# Dolmens aux Pays-Bas
 (octobre 2020).
La mise en forme du texte ne suit pas les recommandations de Wikipédia : il faut le « wikifier ».
Les points d'amélioration suivants sont les cas les plus fréquents :
- Les titres sont pré-formatés par le logiciel. Ils ne sont ni en capitales, ni en gras.
- Le texte ne doit pas être écrit en capitales (les noms de famille non plus), ni en gras, ni en italique, ni en « petit »…
- Le gras n'est utilisé que pour surligner le titre de l'article dans l'introduction, une seule fois.
- L'italique est rarement utilisé : mots en langue étrangère, titres d'œuvres, noms de bateaux, etc.
- Les citations ne sont pas en italique mais en corps de texte normal. Elles sont entourées par des guillemets français : « et ».
- Les listes à puces sont à éviter, des paragraphes rédigés étant largement préférés. Les tableaux sont à réserver à la présentation de données structurées (résultats, etc.).
- Les appels de note de bas de page (petits chiffres en exposant, introduits par l'outil «  Source ») sont à placer entre la fin de phrase et le point final[comme ça].
- Les liens internes (vers d'autres articles de Wikipédia) sont à choisir avec parcimonie. Créez des liens vers des articles approfondissant le sujet. Les termes génériques sans rapport avec le sujet sont à éviter, ainsi que les répétitions de liens vers un même terme.
- Les liens externes sont à placer uniquement dans une section « Liens externes », à la fin de l'article. Ces liens sont à choisir avec parcimonie suivant les règles définies. Si un lien sert de source à l'article, son insertion dans le texte est à faire par les notes de bas de page.
- La présentation des références doit suivre les conventions bibliographiques. Il est recommandé d'utiliser les modèles {{Ouvrage}}, {{Chapitre}}, {{Article}}, {{Lien web}} et/ou {{Bibliographie}}. Le mode d'édition visuel peut mettre en forme automatiquement les références.
- Insérer une infobox (cadre d'informations à droite) n'est pas obligatoire pour parachever la mise en page.

Pour une aide détaillée, merci de consulter Aide:Wikification.
Si vous pensez que ces points ont été résolus, vous pouvez retirer ce bandeau et améliorer la mise en forme d'un autre article.

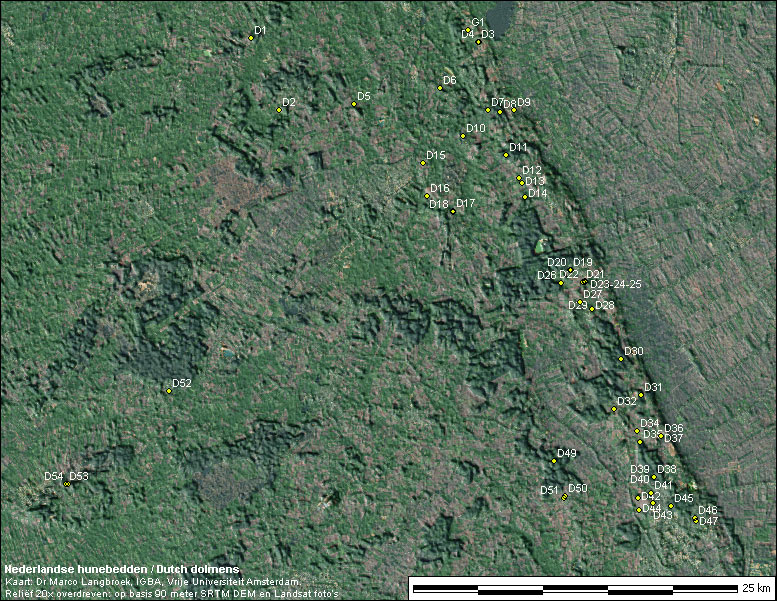
Carte en relief avec l'emplacement des 53 hunebedden néerlandais encore existants (excepté le G5, hors carte). Les hauteurs sont ici exagérées par un facteur de 20 pour illustrer correctement le relief. La plupart des hunebedden sont situés sur les parties les plus élevées du paysage du Hondsrug

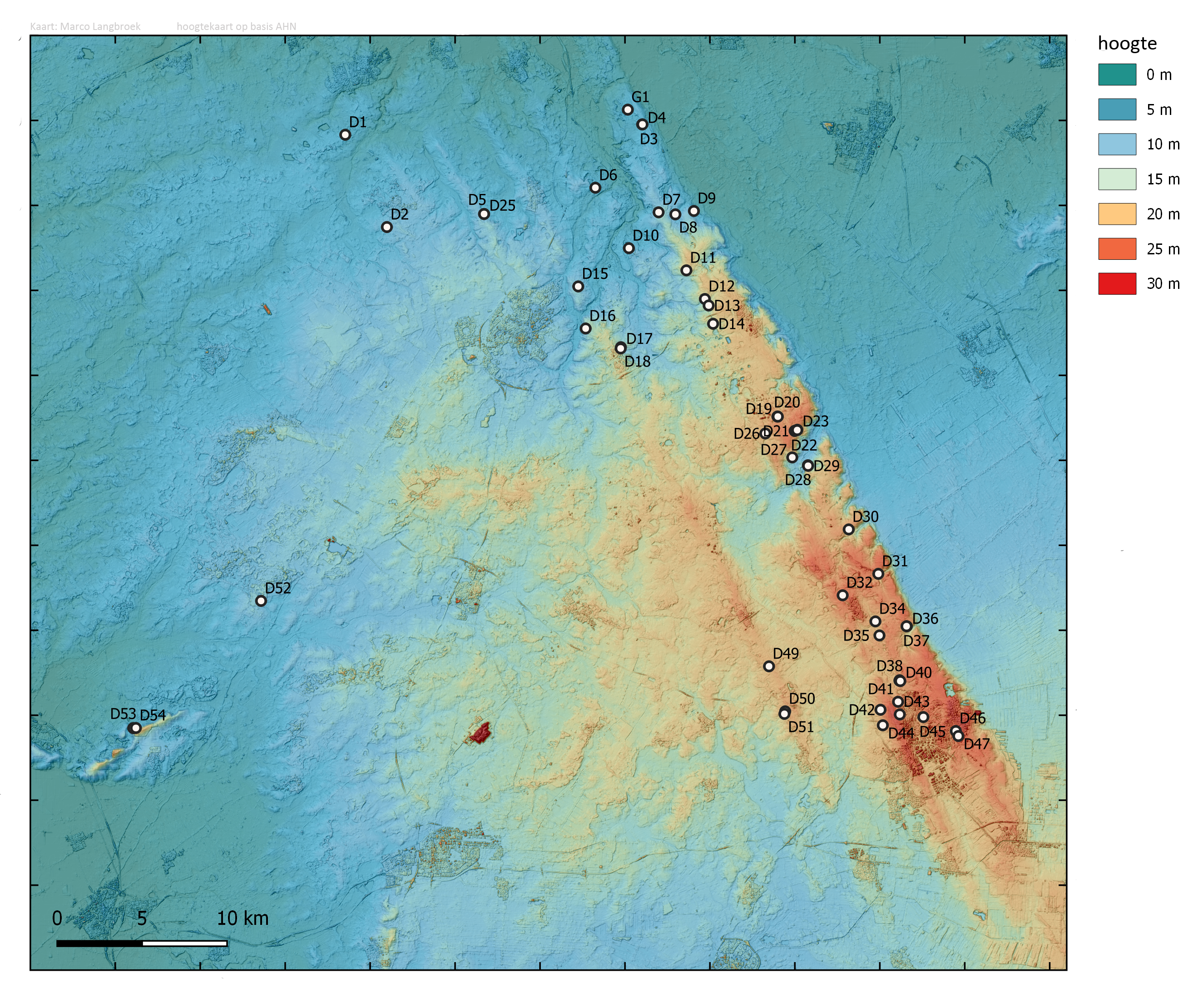
Carte d'élévation / relief de la province de Drenthe avec la répartition des dolmens (carte d'élévation basée sur l'AHN)

Les dolmens aux Pays-Bas, dont l'appellation courante en néerlandais est hunebedden (hunebed au singulier), sont des vestiges de tumulus mégalithiques construits au Nouvel Âge de pierre, le néolithique, de 3450 à environ 3250 av. J.-C., mais ils ont été utilisés jusqu'à environ 2850 av. J.-C. Cette datation est possible grâce à la poterie retrouvée, tel le vase à entonnoir utilisé tout au long de la période. Par conséquent, les constructeurs sont considérés comme des représentants de la Culture des vases à entonnoir, dont la zone d'influence s'étend jusqu'en Allemagne de l'Est. Les peuples de cette culture n'ont probablement pas formé un tout homogène en raison de leur grande aire de répartition. En archéologie, plusieurs sous-cultures dans la Culture des vases à entonnoir sont recensées, les hunebedden ou dolmens néerlandais appartenant au groupe occidental.
Les pierres avec lesquelles les hunebedden sont construits sont des pierres erratiques de Scandinavie qui ont été transportées vers le sud par l'avancée de la glace terrestre pendant une ère glaciaire. Lorsque la glace a fondu à la fin de la période glaciaire, les pierres transportées ont été déposées sur la terre ferme.

## Identification
Les dolmens sont identifiés selon une numérotation de D1 à D54 pour la province de Drenthe et selon une numérotation de G1 à G5 pour la province de Groningue et enfin, F1 pour le seul spécimen localisé en Frise.

## Style et localisation
La plupart des hunebedden aux Pays-Bas sont situés sur le Hondsrug. En termes de style et d'emplacement, les dolmens des Pays-Bas présentent de grandes similitudes avec les dolmens du Schleswig-Holstein, de la Rhénanie du Nord-Westphalie et en particulier de l'Ems.
Les hunebedden néerlandais présentent deux à dix travées et mesurent de 3 à 20 mètres de long à l'intérieur de la chambre. Des dolmens plus longs sont connus de l'autre côté de la frontière en Allemagne. Ces longues structures n'apparaissent que dans le groupe oriental de la Culture des vases à entonnoir, alors que dans le groupe septentrional les structures ne dépassent pas 16 mètres.

## Typologie
Il existe différents types de hunebedden aux Pays-Bas définie par H.J. Bloklanderen en 1973 :
- La tombe à couloir ou ganggraf, comme le D45 dans l'Emmerdennen, dont l'entrée se compose généralement de deux paires de pierres latérales sur lesquelles repose une pierre de couverture. En général, il y a une couronne ovale / en forme de rein ou des vestiges de celle-ci.
- La tombe avec portail ou portaalgraf, comme le D1 à Steenbergen, dont l'entrée se compose d'une paire de pierres latérales.
- La longue tombe ou langgraf, comme le D43 sur les Schimmeres près d'Emmen, se compose de deux lits portalhun avec une colline couverte.
- La tombe à gradins ou trapgraf, comme le D13 à Eext, dont l'entrée se compose d'un escalier à quatre marches.
- Le dolmen étendu ou dolmen rectangulaire (également verlengde dolmen ou rechthoekige dolmen), dont l'entrée est sur le côté court. Ce type apparaît une seule fois aux Pays-Bas (le G5 dernier dolmen trouvé près de Heveskesklooster).
- Le dolmen sans portail, comme le D6 et le D35.

## Découvertes
Des marques de brûlure sont souvent trouvées dans et près des dolmens néerlandais. Le feu a joué un rôle dans la culture de la mort des constructeurs de hunebedden. Les morts sont enterrés dans une position allongée, assise ou accroupie (tombe accroupie) et accompagnés d'objets funéraires. De grandes quantités de poteries et d'autres objets ont été trouvés dans presque tous les hunebedden. La poterie se compose de plats très décorés, de bols, de grands pots, de tasses et de récipients à liquide (comme des récipients à col). Les décorations consistent en des ornements produits par forte pression. Des armes sont également fréquemment rencontrées telles que des marteaux et des haches et des pointes de flèches, des couteaux et des grattoirs en silex.
Les restes humains sont rarement trouvés. Ceci est probablement dû à la nature acide des sols aux Pays-Bas, où les squelettes peuvent se décomposer complètement. A l'entrée du Hunebed G1, une silhouette de corps a été retrouvée. C'est une silhouette du corps d'un enfant couché sur le côté droit. De petits bijoux de corps ont également été trouvés. Ce sont pour la plupart, des perles d'ambre et de jais (gagate), principalement importées et caractéristiques des cultures de l'âge de pierre d'Angleterre, de France et aussi d'Europe centrale.
Aux Pays-Bas, le métal le plus ancien (le cuivre) provient d'un dolmen près de Buinen, découvert en 1927 par Van Giffen. Les pendentifs en spirale fabriquées à partir de ce cuivre sont datées d'environ 2500 av. J.-C., bien que les mégalithes soient plus anciens. Du cuivre a également été trouvé dans un hunebed à Odoorn. Les pendentifs peuvent être admirés au Musée régional de Drenthe (ou Drents Museum) à Assen.
Les découvertes montrent que des sépultures ont été placées dans mais aussi autour des hunebedden à des périodes ultérieures. Cependant, cela ne s'est pas produit à la même échelle aux Pays-Bas qu'en Grande-Bretagne (âge du fer) ou dans le Mecklembourg (au Moyen-Âge).
Aux Pays-Bas, les découvertes d'une période plus tardive qui ont été faites sont les suivantes :
- un denier d'Auguste dans une urne près d'une pierre porteuse du D14
- un solidus doré de Valentinien Ier au D10
- un pot décoré de kerbschnitt de l'âge du bronze ou de l'âge du fer au D54
- un rasoir en forme de lame de l'âge du bronze au D52
- un Harpsted-pot de l'âge du fer dans la chambre du D26

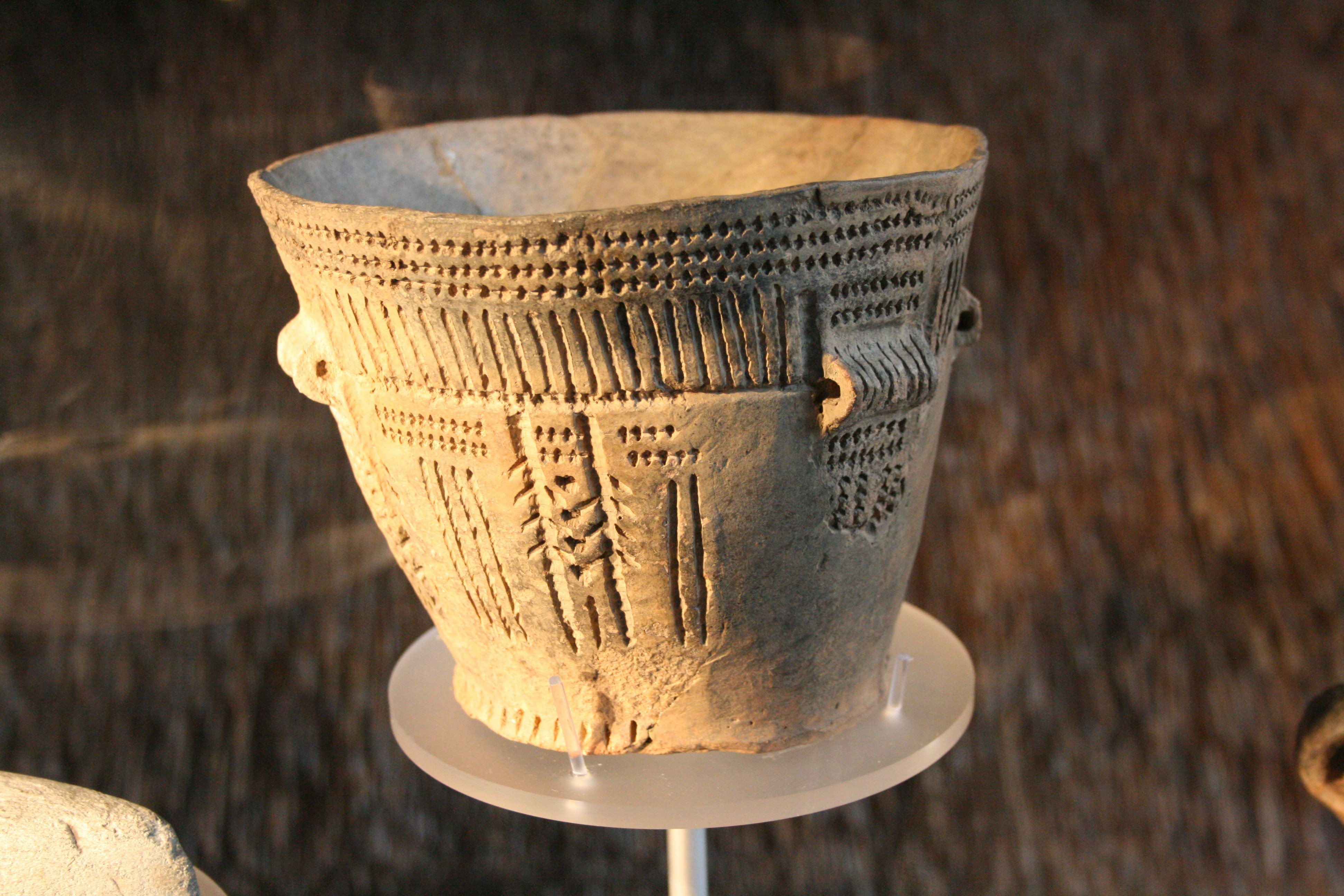
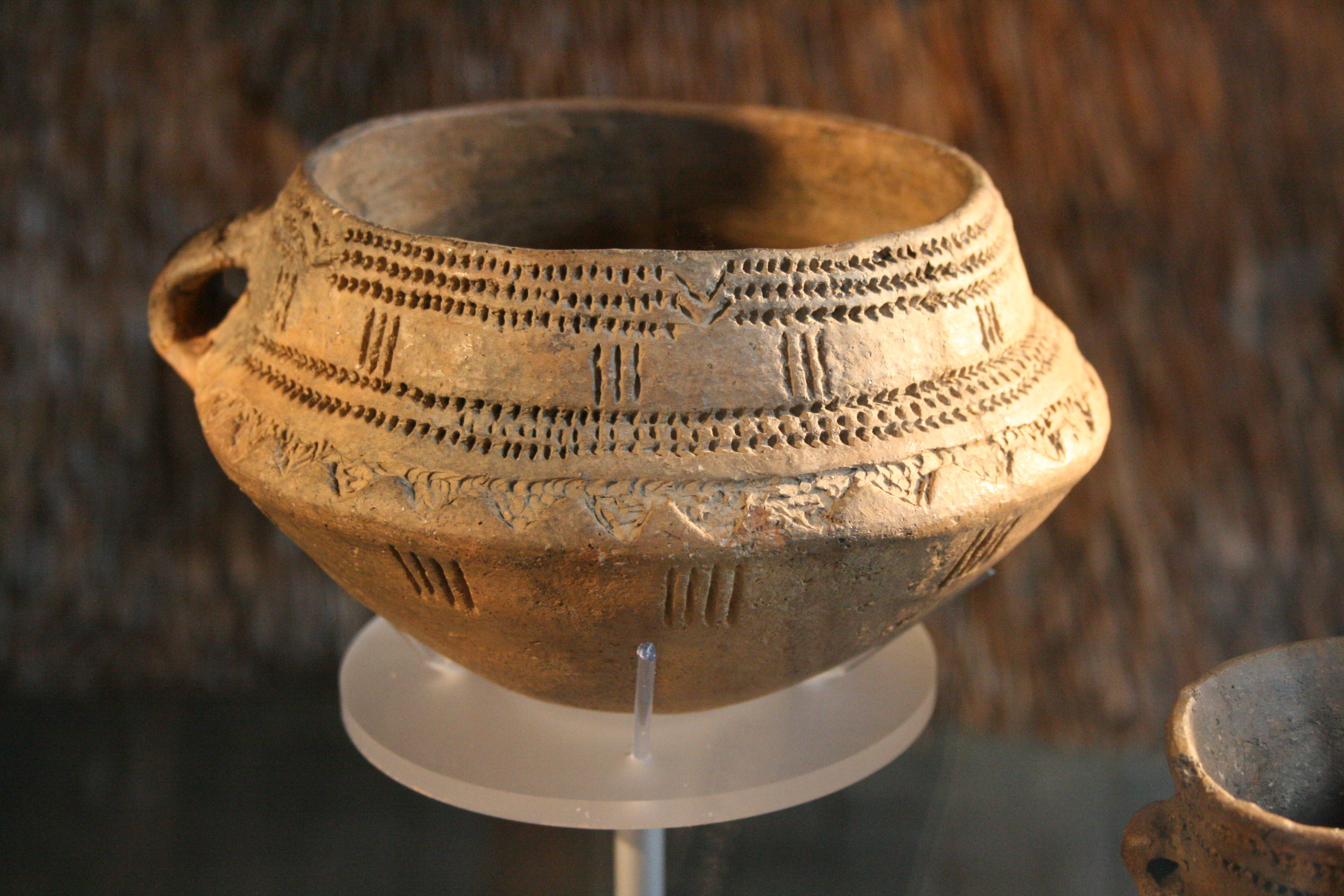
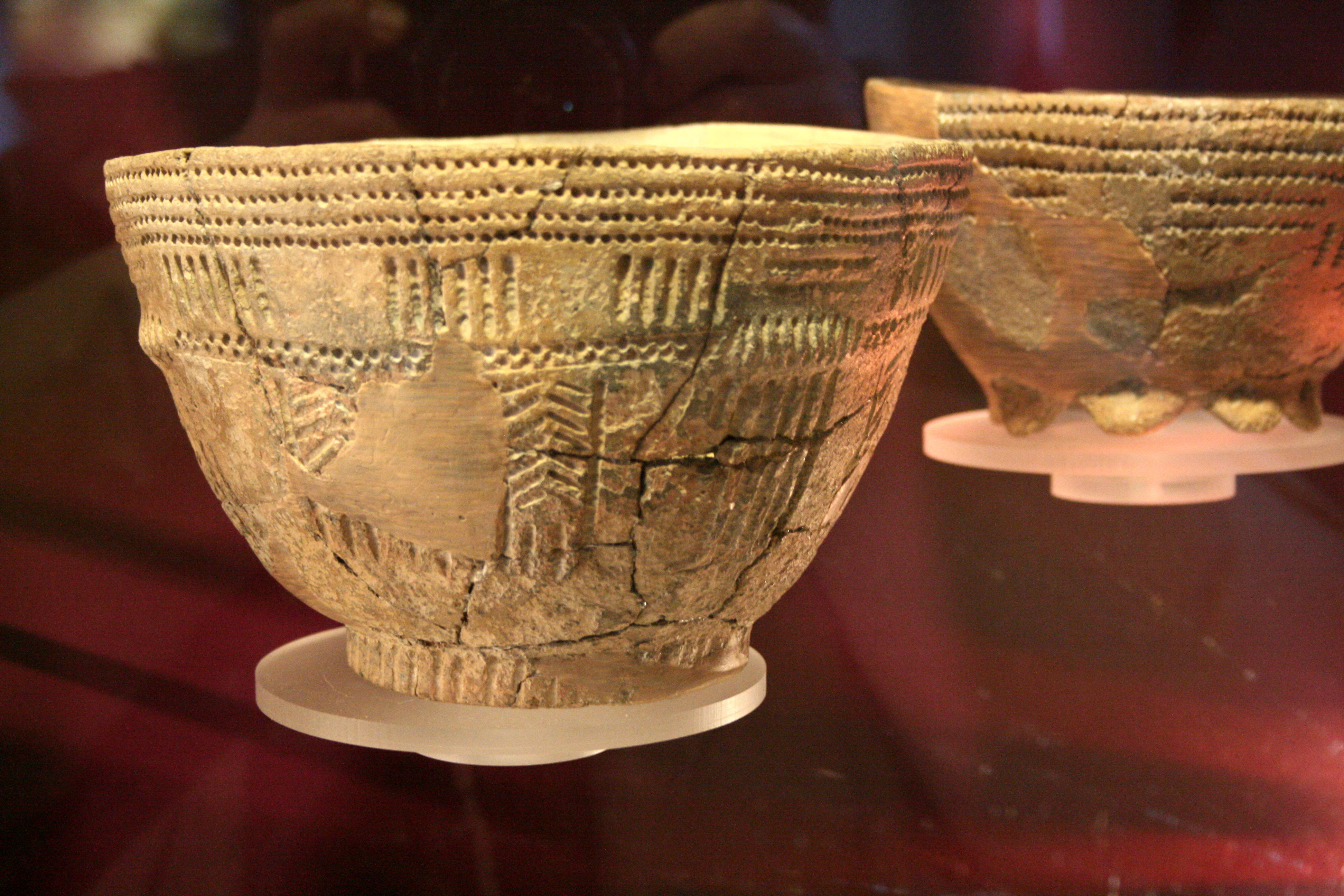

## Inventaire
On estime qu'il y avait 80 à 100 hunebedden dans le nord des Pays-Bas, la plupart dans la province de Drenthe. L'emplacement de 18 hunebedden démolis est toujours connu.
Sur les 54 hunebedden encore visibles aux Pays-Bas, 52 se trouvent dans la province de Drenthe. Les deux autres sont situés dans la province de Groningue: l'un près de Noordlaren, à quelques mètres de l'autre côté de la frontière avec la Drenthe, l'autre a été trouvé en 1982 lors d'une fouille à Heveskesklooster, et déplacé dans un musée à proximité de Delfzijl.
Des 52 dolmens drenthois, le plus grand est situé près de Borger, l' hunebed D27, où un artefact de l'âge du bronze a été découvert. Dans cette zone, un total de treize hunebedden sont ensemble. Une analyse du sol a été réalisée en 2010. Le Hunebedcentrum (nl) a été construit juste à côté du plus grand hunebed, qui propose de nombreuses informations sur la préhistoire. Le Musée régional de Drenthe d'Assen dispense également beaucoup de connaissances sur les dolmens, leurs constructeurs et leur culture.
Au pied du Havelterberg (nl) près de Darp se trouvent deux dolmens, dont l'un est le deuxième plus grand des Pays-Bas (hunebed D53) d'une longueur de près de dix-huit mètres.

## Dénomination
Les dolmens sont désignés par divers noms, tels que « tombe des géants » (reuzengraf), « lit des géants » (reusen-bed), « cairns » (steenhopen), « colline(s) de pierre » (Steenberg(en)), « Pierre cochon » (Steenbarg ou Stainbarg) en Groningue, « Pierre sanglier » (Stienbarge) en Drenthe, « Pierres des géants » (Reuzenstenen), « Pierres des Huns » (Hunesteenen), « Lit des Huns » (Hunnebed ou Hunnebet).
Le plus long dolmen néerlandais est le D43, qui est situé sur les Schimmeres près d'Emmen. Ce hunebed est appelé le Langgraf, bien que ce soit en fait l'indication de son type. Les dolmens avec leur propre nom incluent le Hunenborg (D3 et D4) près de Midlaren, Papeloze kerk (ou « l'Église sans pape ») (D49) près de Schoonoord, Duvelskut (D17 ou D18) près de Rolde, Duvelse kolse (D10) près de Gasteren et le Stemberg ou encore Klankenberg (D13) à Eext.
Les restes de D52a sont également appelés Pottiesbargien (« le Potjesbergje ») ou Berkenheuvel (« colline aux bouleaux »), cela est dû au grand nombre de découvertes trouvées dans la colline de couverture. Holbergien (« montagne creuse », où le creux fait référence au trou dans lequel se dresse le hunebed) est le nom du D7.
Les toponymes indiquent parfois un (ancien) hunebed, comme Een acker, qui mentionne Steenbarch, Steenbergerveen et Steenakker (G4). Le Dolmen D42 est situé sur le Stien Camp (« champ de pierre »).
À la Renaissance, le dolmen D10 s'appelait Duyffelskutte,  's Duyvels Kut ou De Kut van de Duivel. Cet endroit est nommé ainsi sur une carte d'Abraham Ortelius. Ce terme a d'abord été écrit par Antonius Schoonhovius Batavus, un chanoine de Bruges, dans une lettre à son collègue Cornelius Gualterus (20 décembre 1547). Les personnes vivantes devaient être sacrifiées sur les pierres après avoir dû ramper à travers l'étroit passage sous les pierres de l'autel et avoir été bombardées de bouse (une sorte de charivari). Une dénomination similaire existe pour les dolmens D17 ou D18, bien que l'archéologue Wijnand van der Sanden (nl) affirme que le D10 correspond mieux à la description. Sicke Benninge (un chroniqueur de Groningue) décrit également ce hunebed comme Des Duvels Kolse, où Kolse (« bas ») frapperait les organes génitaux féminins, dans son Croniken der Vreescher Landen mijtten Zoeven Seelanden ende der stadt Groningen.
On suppose que Hargen (nl) est dérivé de Harag, sanctuaire et désigne un ancien lieu de culte des Frisons. Le nom de lieu peut également désigner un lieu avec un ou plusieurs dolmens. C'est parce que le datif est le pluriel de la pierre sacrificielle en germanique.

## Histoire
La première source écrite sur les hunebedden est une lettre que le moine néerlandais Anton van Schoonhoven écrivit à Cornelis Gualterius le 20 décembre 1547 au sujet des "colonnes d'Hercule" (zuilen van Hercules) près de Rolde. Selon la lettre, des pierres sacrificielles reposent sur les piliers. Les gens, de préférence des étrangers, ont été forcés de ramper à travers le passage étroit sous les pierres de l'autel tout en étant bombardés de fumier.
La tradition veut que Menso Alting ait utilisé un hunebed comme chaire pour ses sermons en plein air. Ce dolmen à Schoonoord est encore populairement appelé De Papeloze kerk ("l'Église sans pape").

### Destruction
Au Moyen Âge, il n'y avait aucun intérêt pour les hunebedden. Cela est corroboré du fait que les cairns mégalithiques n'avaient pas de nom : on les désignait de «cairns» (ou steenhopen en néerl.).
Il n'y a pas eu d'étude systématique et encore moins de protection. Les hunebedden et autres mégalithes ayant joué un rôle important dans la religion des tribus germaniques qui n'étaient pas encore converties et ont dû être détruites. Par exemple, le Concile de Nantes de 658 exige que toutes les tombes mégalithiques doivent être démolies et que les vestiges disparaissent de la vue par enterrement. Charlemagne a également appelé en 789 d'Aix-la-Chapelle à la destruction les hunebedden.
Des trous ont été percés dans les pierres. De la poudre à canon y a été versée et mise à feu pour exploser, ou des coins y ont été insérés dans les trous pour briser la pierre, comme indiqué dans «État actuel du paysage de Drenthe» («Tegenwoordige staat van het landschap Drenthe») de 1792.
Les pierres ont été rendues plus petites de cette manière et transformées en pavés.
Au Moyen Âge, les pierres des hunebedden servaient de carrière pour la construction d'églises. Des quadersteine ont ainsi été réalisées en fendant les pierres. C'est sur ces quadersteine de fondation que s'élevaient des églises. Dans la province de Drenthe, elles apparaissent dans les murs des églises d'Odoorn et d'Emmen (le bas du clocher se compose de ce que le Rijksdienst désigne par "blocs de granit" et de ce que l'église décrit comme des "morceaux d'hunebedden"), tout comme dans les murs d'enceinte du cimetière d'Odoorn et d'Oosterhesselen.
Pour la construction du Heerenhof (nl) à Emmen (vraisemblablement) un hunebed a dû être abattu et les pierres issues de ce dernier ont été utilisées pour la construction du complexe.
Grâce à cette carrière disponible, au XVIIIe siècle, des digues ont été renforcées et, au XIXe siècle, le granit concassé a été utilisé pour le revêtement des chaussée ou la fondation de bâtiments. En 1735, la seconde édition d'un livre de Johannes Oosterwijk à propos du Dam, dans laquelle il est indiqué que les dommages causés par le ver de pieux pouvaient être limités en positionnant des pierres de grand format inclinées devant les digues.

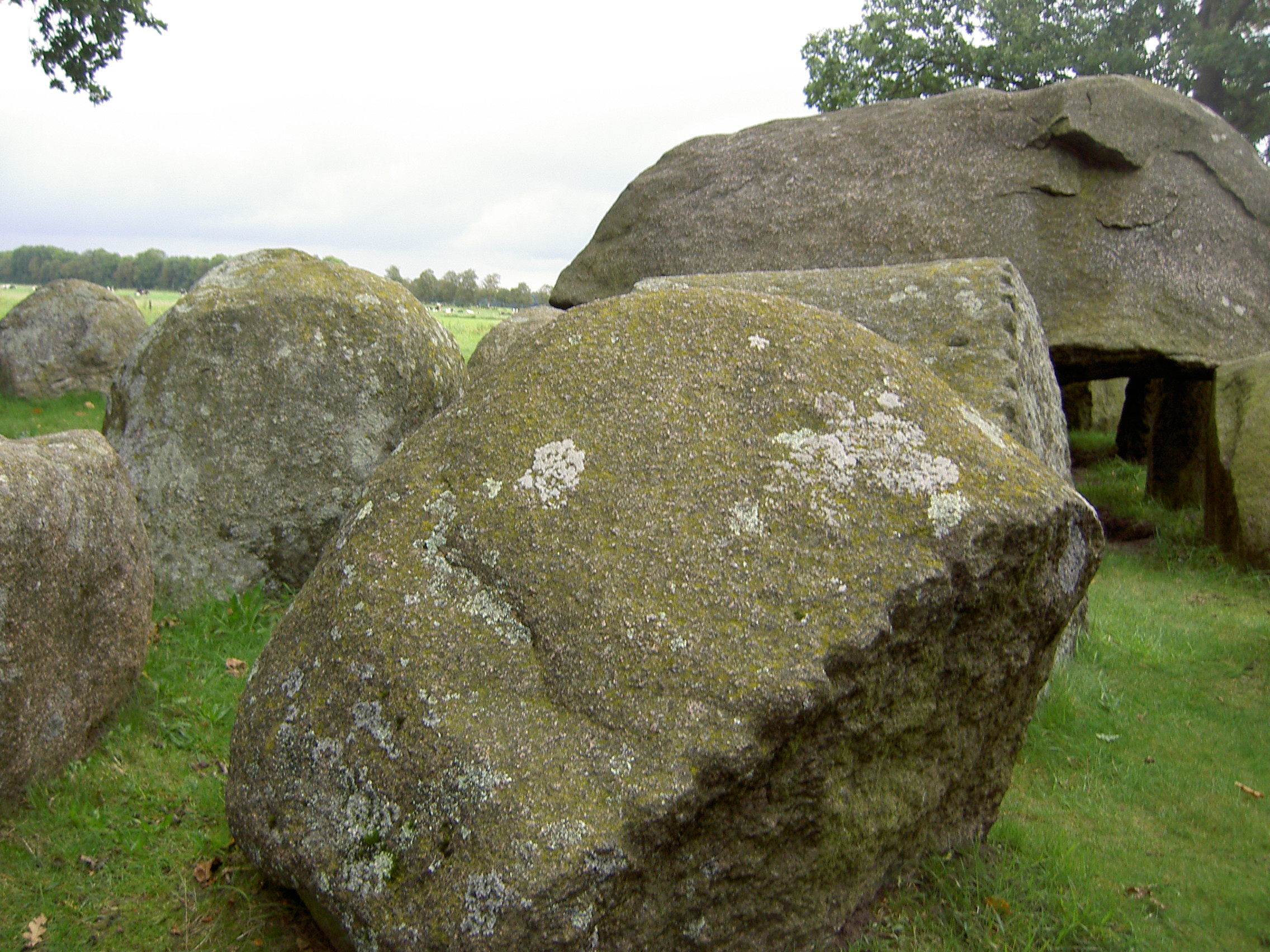
Le D14; il y a clairement des forages visibles dans ce reste d'un pierre de couverture qui est tombé dans la chambre
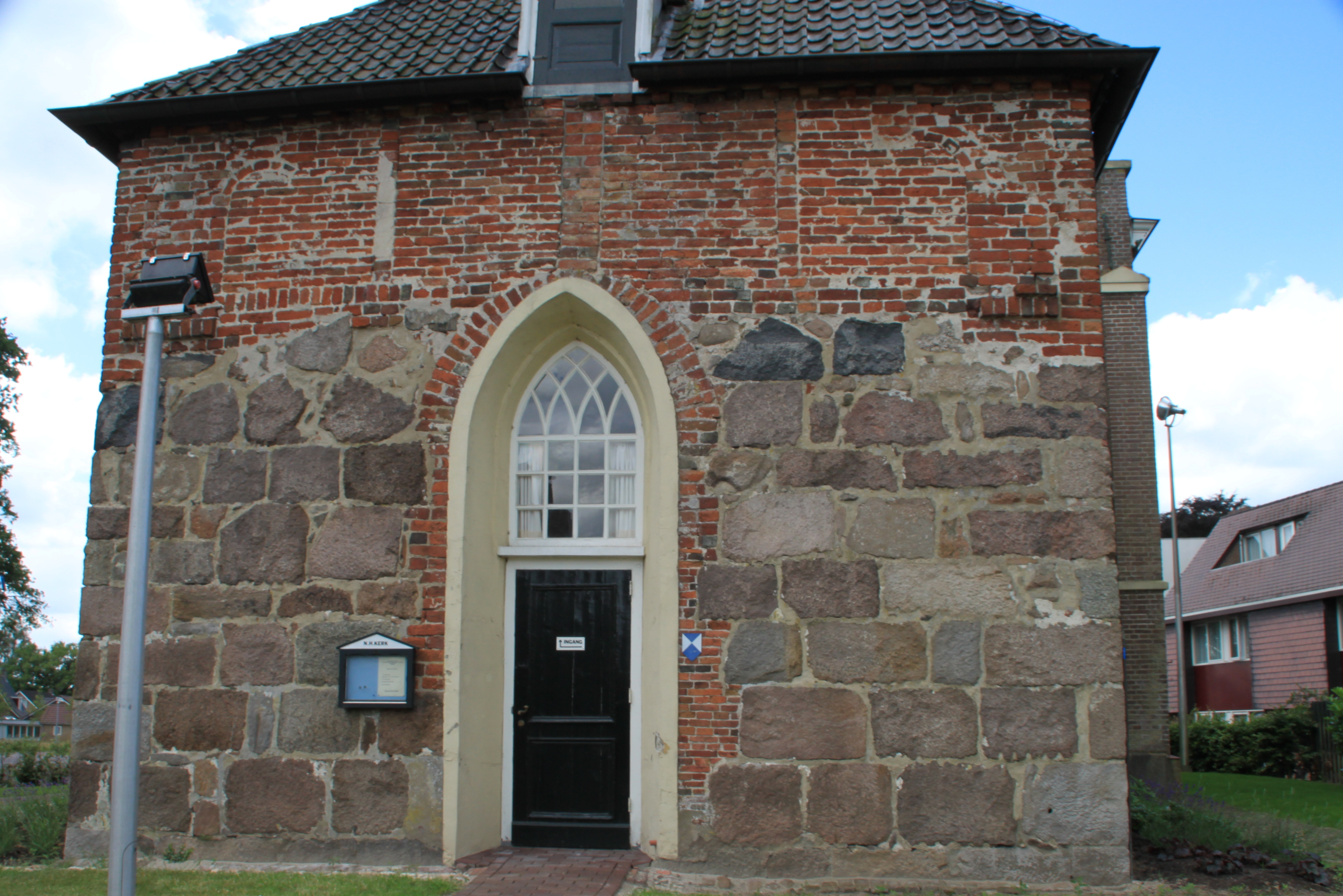
Quadersteine dans les murs de l'église réformée d'Odoorn

### Prise en compte et protection
La première fois qu'un hunebed a reçu une attention particulière fut au XVIIe siècle. Le reusen-bed by 't Clooster te Assen (ou lit des géants du Monastère à Assen) (D15) est mentionné en 1654 par A. van Slichtenhorst.
Le prédicateur de Couvorde, Johan Picardt (nl), publia en 1660 son Korte Beschryvinge van eenige Vergetene en Verborgene Antiquiteiten Der Provintien en Landen gelegen tusschen de Noord-Zee, de Yssel, Emse en Lippe (ou Courte Description de quelques Antiquités Oubliées et Cachées de la Province et des Terres situées entre la Mer du Nord, l'Yssel, l'Emse et la Lippe). À cette époque, les cairns ou stienbargen sont également appelés « pierres des géants » ou Hunesteenen. Sur une carte de 1637, la tombe mégalithique de Diever est indiquée par le nom Hunnebet. Le nom huinebed est utilisé sur une carte de 1711.
L. Bolhuis mentionne en 1694 le D10, dont on dit qu'il y a un géant qui gît sous ces pierres. Ludolph Smids (nl) a écrit dans le Schatkamer der Nederlandsche oudheden (Trésor des antiquités hollandaises) (1711) à propos de plusieurs hunebedden. Smids mentionne qu'il y a seize hunebedden à Drouwen et neuf à Borger. Petrus Camper (1722-1789) a réalisé dix dessins de hunebedden d'une grande importance documentaire.
En 1734, une résolution fut adoptée en province de Drenthe dans laquelle la destruction des vestiges commémoratifs (gedenkteekenen) était punissable. Elle punissait d'une amende de 100 florins pour la destruction d'une tombe ou le vol de pierres. Pourtant, après l'adoption de cette résolution, de nombreuses pierres de dolmens et au moins sept hunebedden complets ont disparu.
Au cours du XIXe siècle, l'intérêt pour les hunebedden, et pour le passé en général, s'est accru et a été l'objet de protection. Plusieurs personnes se sont alors engagées à la préservation des monuments préhistoriques, tel Joan Lodewijk Gerhard Gregory (nl). En 1809, le dolmen D41 est découvert et la même année, il devient interdit d'explorer les dolmens (et autres monuments). Seul le frère du landdrost Petrus Hofstede, Johannes Hofstede, a été autorisé à mener des recherches par décret royal.
Nicolaas Westendorp (nl) publie un livre en 1815, c'est un récit d'un voyage de 1811 ou 1812 et divers hunebedden sont mentionnés ici.
En 1819, Johann Friedrich Heinrich Arends a visité la Drenthe et a décrit son voyage dans le Kunst- und Wissenschaftsblatt du 1er mars 1822. Il a visité le D13 et le D14 et cinq hunebedden près de Valthe.
L. Willinge a décrit D43a en 1819. Leonardt Janssen (1806-1869) s'est rendu en Drenthe et a enregistré les dolmens dans de simples dessins et schémas. Les premières photos ont également été prises.
Caspar Reuvens décrit également plusieurs hunebedden, et il fut un remarquable professeur d'archéologie à l'Université de Leyde et premier directeur du Rijksmuseum van Oudheden (ou Musée national des antiquités).
Jacobus Craandijk (1834-1912) (nl) a écrit sur les hunebedden au sud-est de Bronneger en 1879.
Le Kei van Lage Vuursche (nl) a été considéré comme un hunebed. Un hunebed a également été trouvé à Rijs en 1849 ; la tombe est examinée en 1849, 1919 et 1996. Dans la dernière étude, il semble qu'il ne s'agisse pas d'un dolmen, mais d'un cercueil en pierre (le cercueil en pierre de Rijs (nl)),.
Les hunebedden étaient toujours majoritairement la propriété des paysans et le gouvernement a essayé de prendre possession de ces terres. Vers 1870, la plupart des hunebedden étaient en possession du gouvernement et il fut décidé de « rénover » ces monuments. En Angleterre, dans les années 1970, des inquiétudes sont apparues au sujet de la manière dont les hunebedden étaient restaurés aux Pays-Bas. Dans ces cercles, ils étaient particulièrement préoccupés par le fait qu'avec les restaurations, l'image originale du monument serait perdue. Le directeur de la Society of Antiquaries de Londres a demandé aux archéologues William Collings Lukis et Sir Henry Dryden (nl) d'enregistrer l'état exact des mégalithes à cette époque. Ils visitèrent la Drenthe en juillet 1878 et cartographièrent quarante hunebedden sur le Hondsrug. Ils ont pris des mesures et ont relevé la situation rencontrée, qu'ils ont également complété dans une série d'aquarelles. Leur rapport à la Society of Antiquaries, cependant, ne paraît pas sous forme imprimée. Leur matériel est conservé à la Society of Antiquaries, au Guernsey Museum & Art Gallery et au Musée régional de Drenthe. L'Ashmolean Museum d'Oxford a des copies de leur travail. En 2015, l'archéologue drenthois, le Dr Wijnand van der Sanden, a publié leurs travaux. Il a fourni une introduction détaillée à ce corpus. Il a également décrit les développements concernant la recherche archéologique des hunebedden après leurs recherches et jusqu'en 2015. Il a jugé que le travail de Lukis et Dryden était de haute qualité. En 2015, le Musée régional de Drenthe a organisé une exposition sur ce travail.
Les hunebedden deviennent une attraction touristique avec, par exemple, des excursions pour les découvrir et des sentiers de promenades sont organisés.

### La recherche auXXesiècle
La recherche structurée sur les hunebedden n'a été menée aux Pays-Bas que dans la première moitié du XXe siècle. La première recherche archéologique moderne sur les hunebedden aux Pays-Bas a commencé en 1912 par les D19 et D20. L'archéologue Jan Hendrik Holwerda (nl) y a effectué des fouilles.
Le plus connu des chercheurs est le professeur Van Giffen (nl), autrefois assistant de Jan Hendrik Holwerda. Il était également responsable de la numérotation officielle des hunebedden aux Pays-Bas. Son De Hunebedden in Nederland (Les Hunebedden aux Pays-Bas) de 1925 est considéré comme une œuvre standard. Plusieurs hunebedden ont été restaurés sous sa direction. Pour l' Hunebed D49, des répliques de faïence ont même été placées dans la chambre funéraire et jusqu'aux environs de 1980, les visiteurs ont payé un droit d'entrée pour admirer ce hunebed partiellement restauré. Pour la restauration du D49 en 1958 et 1959, des pierres du D33, qui avaient été démoli auparavant, ont été utilisées. En 1972, Van Giffen a effectué une petite recherche sur le D26, où il a également mené des recherches quelques années plus tôt avec Willem Glasbergen et Jan Albert Bakker. Ainsi il a complété son projet de restauration des hunebedden néerlandais commencé vingt ans plus tôt.
W.J. de Wilde emprunte les dessins de Lukis et Dryden et les étudie et en fait des copies. Lors de ses visites aux hunebedden, il vérifie les relevés de Lukis et Dryden et complète cette collection par des dessins des hunebedden qui n'ont pas été visités par ses prédécesseurs. En 1904, 1905 et 1906, De Wilde visita tous les hunebedden au moins deux fois. De Wilde prend des photos, mesure et les cartographie. Il ne s'intéresse pas seulement à la construction, mais aussi à l'emplacement et à la structure interne des monuments. Il s'intéresse également aux contes folkloriques sur les hunebedden. Au moment de ses recherches, les dolmens étaient déjà devenus des attractions touristiques. Il a écrit un article pour le Nieuwe Drenthe Volksalmanak (nl) en 1906. Il écrit une critique du «travail standard» Nederlandsche oudheden van de vroegste tijden tot op Karel den Grootte (Les Antiquités Néerlandaises depuis les temps les plus reculés jusqu'à Karel den Grootte) de Willem Pleyte.
Willem Pleyte a attribué la construction de tous les hunebedden européens aux Celtes primitifs qui ont migré du sud vers le nord. Par exemple, les raatakkers (nl) ont également été confondus avec les celtic fields et, après de nouvelles recherches, ils se sont avérés n'avoir rien à voir avec les Celtes. Gozewinus Acker Stratingh (nl) a écrit dans son Aloude Staat en Geschiedenis des Vaderlands (Ancien État et Histoire de la Patrie) que les hunebedden ont été construits par un groupe pré-celtique ou pré-germanique, dont le nom n'a pas été conservé. Jan Hendrik Holwerda a conclu qu'un hunebed était une grotte artificielle des morts, comme cela a été utilisé par les tribus qui ont construit les châteaux de Troja. En tant que constructeurs des hunebedden, De Wilde y a vu des descendants de la culture Kjökkenmödding qui avaient lentement migré du Danemark via Schleswig et Oldenburg vers la Drenthe. Il a attribué les dolmens du nord de l'Allemagne et du Danemark à un peuple différent des dolmens de France et d'Espagne. Il a déterminé la construction des dolmens de Drenthe vers 3000 av. J.-C. De Wilde fait une distinction entre les tombes mégalithiques que l'on peut trouver dans le monde entier et ne mentionne que les structures nord-germano-danoises comme des hunebedden. Il appelle les monuments en France dolmen ou allée couverte.
De Wilde rend de nouveau visite à la Drenthe et emprunte les dessins de L.J.F. Janssen. De Wilde est ennuyé par le retrait des monticules de terre de couverture et d'autres changements qui sont apportés (comme l'élévation du monticule de couverture du D13), ce qui perturbe de nombreux artefacts présents et rend impossible la poursuite de la recherche scientifique. [26] De Wilde note que les dolmens sont tous construits au même niveau, à 8 mètres au-dessus du niveau d'Amsterdam (AP). Il pense que les dolmens étaient à l'origine construits au bord de l'eau, ils ont été construits sur le diluvium et en bordure des alluvions.
Dans Sporen van Indo-germaansch ritueel in germaansche lijkplechtigheden ("Traces de rituel indo-germanique dans les cérémonies funéraires germaniques") de Johan Hendrik Gallée (nl), une page sur les hunebedden est incluse. Gallée décrit les fossettes trouvées sur certaines pierres de couverture et les appelle Blut- ou Opferlöcher (nl). De Wilde doute que ces fossettes ne puissent être trouvées que sur les pierres de couverture et pense que cela se produit également avec des pierres porteuses. De Wilde décrit en outre que dans les temps anciens, le nom hunebed était également utilisé pour les tumulus sans chambre mégalithique et la demeure mystérieuse des Witte wieven (nl). Plus tard, le nom a été transféré aux structures mégalithiques, mais même dans la seconde moitié du XIXe siècle, le mot était encore utilisé pour les collines ordinaires sans tombe en pierre.
Le 14 décembre 1966, l'archéologue amateur (étudiant) Jan Evert Musch, qui avait récemment découvert les sites des anciens dolmens G2 et G3 près de Glimmen, a trouvé des traces de granit dans un champ des Onneres. Le propriétaire foncier n'a pas consenti à une recherche plus approfondie. En 2011, cependant, la parcelle avait un nouveau propriétaire qui était lui curieux de la présence du G4.
Jan Lanting (nl) a également publié sur les hunebedden et il a mené des recherches sur d'anciens hunebedden.

### Pseudoscience
Comme les monuments mégalithiques ailleurs dans le monde, ils ont également suscité un intérêt pseudo-scientifique. Par exemple, en 1978, un livre a été publié dans lequel les hunebedden seraient construits avec "des faisceaux laser et anti-gravité". Les dolmens ont également été associés aux soucoupes volantes, aux rayons de la terre, aux Géants et aux Witte wieven.

### Temps présent
Les hunebedden font partie intégrante des cours d'histoire aux Pays-Bas. Depuis 2004, ils composent la toute première partie du Canon historique des Pays-Bas,,. Les dolmens se trouvent également dans le Canon de Groningue (nl) et le Canon de Drenthe,. Het Klokhuis, un programme éducatif pour les jeunes, a également abordé les dolmens,.
Il existe un musée aux Pays-Bas qui se concentre sur le thème des hunebedden : ce Hunebedcentrum (nl) est situé à côté du plus grand hunebed des Pays-Bas et a célébré ses 50 ans d'existence en 2009. En 2013, la province de Drenthe a tenté de convertir les hunebedden en attraction touristique avec ses 500 000 visiteurs par an. Cet objectif est lié à l'annonce que le Hondsrug recevra le statut de l'UNESCO en tant que géoparc avec le Geopark de Hondsrug. En 2015, un schéma directeur a été élaboré, qui devrait réjouir les visiteurs. En plus du Drenthepad, il y existe aussi un parcours le long des hunebedden depuis 2016. [40] En 2017, un plan est proposé d'utiliser des dolmens pour faire connaître le Hondsrug aux touristes. [41] Des projets sont également en cours d'élaboration à Borger pour donner le statut de capitale de l'Hunebed sur la carte. [42] [43] En 2018, la N34 est nommée Hunebed Highway. [44]
En 2009, il a été signalé qu'il pourrait encore y avoir un dolmen à Rolde. [45] Le sol du dolmen D27 a été scanné en 2010. [46] [47] Cependant, il n'est pas permis de creuser pour poursuivre l'étude. [48] [49] [50] A Valthe, une excavation a été effectuée près d'un hunebed après une erreur de l'organisme de gestion de la nature. [51] Le Fries Museum (nl) a découvert un dessin d'Alma Tadema du D14 et à partir de celui-ci, un projet propose d'ajuster le monument de telle sorte que les modifications de 1965 soient annulées. [52]
Un article sur le rapport de fouille du D41 redécouvert datant de 1809 apparaît dans le Nieuwe Drenthse volksalmanak. [53] La chercheuse Marijke Bekkema déclare que 80% des pierres utilisées sont de couleur rose et / ou rouge. [54]
L' hunebed à Annen n'est pas toujours traité avec respect car il a été utilisé comme abri à vélos. Bien que les panneaux d'information de chaque hunebed demandent de respecter les monuments funéraires préhistoriques, beaucoup de visiteurs escaladent les mégalithes. En 2018, un essai a débuté par un panneau interdisant l'escalade. Si ce test réussit, l'implantation de ces panneaux sera généralisée et ils seront placés près de tous les hunebedden néerlandais [56] [57] [58]
Les hunebedden sont également parfois victimes de destructions délibérées. A plusieurs reprises, des visiteurs ont jeté la pierre de couverture du portail de ces pierres porteuses du D1. En 1997, ce hunebed a été endommagé par un incendie criminel. Les dégâts ont maintenant été réparés le mieux possible. En avril 2005, le dolmen d'Exloo a été dégradé. Cependant, il a été nettoyé et de nombreuses mousses vivant sur les pierres ont également disparu. [59] Plus tard dans l'année, le dolmen d'Emmerdennen a suivi, quatorze pierres ont été recouvertes de slogans et de signes racistes. Des gens ont été arrêtés pour les deux vandalismes. [60] En novembre 2008, 3 pierres de couverture de D52 ont été recouvertes de peinture bleue. Au printemps 2011, le Hunebed D52 a été endommagé par un incendie, une pierre a été brisée. [61] En 2011, le Hunebed D45 a également été détruit par un incendie; Staatsbosbeheer (nl) a fait réparer la pierre de couverture. [62] [63] En 2011, Albert Huizing, membre provincial du PvdA, voulait que les hunebedden soient enterrés sous une couche de sable pour éviter d'autres destructions. [64] À l'automne 2012, les flammes ont détruit le dolmen D40. En 2015, D45 a de nouveau été victime de vandalisme. [65] En 2015, le Hunebed D8 a également été endommagé pour la troisième fois en peu de temps par un incendie. [66] [67] [68] Hunebed D45 est également victime de barbouillages à nouveau. [69] En juin 2016, une pierre de couverture a été retirée d'un dolmen à Loon. [70] [71] [72] En 2017, un arbre à côté de D22 était en feu, le monument lui-même n'a pas été endommagé. [73] La protection des hunebedden est et reste une question difficile. [74] Pour s'assurer que les dommages sont réparés aussi bien et aussi rapidement que possible, le groupe de gestion de Hunebedden a mis en place un hunebedden de premiers secours, ce groupe de gestion de Hunebedden se compose du Staatsbosbeheer, du Het Drentse Landschap, de la province de Drenthe, du musée archéologique du Hunebedcentrum et de l'Agence nationale du patrimoine culturel. [75 ] En avril 2019, il a été annoncé qu'une pierre supérieure était tombée des pierres de soutien pour le D14. La Fondation Het Drentse Landschap a demandé l'aide de l'Agence du patrimoine culturel des Pays-Bas pour restaurer le hunebed. [76] [77] [78]
Le hunebed G5 dans le Musée aquarium de Delfzijl (nl) sera déplacé. [79]
Les dolmens font l'objet de chansons et de programmes télévisés. [80] [81] [82] Ils apparaissent également dans diverses histoires, comme Eric de Noorman, Le couteau de taille d'or, Le tuttelwurm, Le doux Lilleham, Le village flottant, Le frère breton, Le pied du druide et Les menhirs dansants.
En 2015, le plus grand site de sépulture de la Culture des vases à entonnoir dans le nord-ouest de l'Europe a été fouillé à Dalfsen. [83] [84] Ainsi, les gens de cette époque n'ont pas seulement enterré les morts dans des hunebedden.
En 2017, tous les hunebedden des Pays-Bas ont été enregistrés à l'aide de la photogrammétrie dans un atlas 3D librement accessible au public. Les données ont été obtenues grâce à une collaboration entre la province de Drenthe et l'Université de Groningue, subventionnée par la Fondation Gratama. [89]